# Liuwe Tamminga
Liuwe Tamminga   (Himmelum, 25 de setembre de 1953 - Bolonya, 28 d'abril de 2021) fou un organista i clavecinista neerlandès, famós per les seves interpretacions de la música italiana antiga.

## Biografia
Nascut el 1953, va rebre la seva educació al Conservatori de Groningen, on es va graduar el 1977 a la classe de Wim van Beek; es va especialitzar a París amb André Isoir i Jean Langlais. Després va concloure els seus estudis a Itàlia, sota la direcció de Luigi Ferdinando Tagliavini.
Des de 1982, va ser propietari dels històrics orgues Lorenzo da Prato (1471-1475) i Baldassarre Malamini (1596) de la Basílica de San Petronio de Bolonya, juntament amb Luigi Ferdinando Tagliavini.
Les seves interpretacions de la música renaixentista i barroca, especialment italiana, li van valer el reconeixement de la crítica especialitzada, així com diversos premis. Va fer concerts arreu del món i, com a professor, va fer classes magistrals a les institucions de construcció d'orgues més importants (a l'Acadèmia Italiana de Música per a Orgue de Pistoia, als cursos d'estiu a Haarlem, a Boston, etc.). Va col·laborar durant anys amb altres importants especialistes del sector, com Frans Brüggen, Bruce Dickey, Sergio Vartolo i amb formacions consolidades com Concerto Palatino o Odhecaton.
Va contribuir a la millora i redescobriment d'autors poc coneguts, com Fiorenzo Maschera i, com a musicòleg, va editar les edicions d'obres de Marco Antonio Cavazzoni, Jacques Buus, Giovanni Pierluigi da Palestrina, Giovanni de Macque i altres autors.
Va ser conservador del Museu de San Colombano, inaugurat a Bolonya l'any 2010 i compost per una col·lecció única pel que fa a valor i nombre de peces que inclou clavicèmbals, clavicèmbals, orgues, clavicèmbals, espinetes, pianos, instruments automàtics i també instruments de vent i populars que es remunten als segles XVI i XIX.

## Discografia
- 1991 - Andrea e Giovanni Gabrieli, Gli organi della Basilica di San Petronio, con Luigi Ferdinando Tagliavini (Tactus)
- 1991 - Maestri Padani e Fiamminghi. Gli organi storici della Basilica di San Petronio I (Tactus)
- 1995 - Musica Nova, Venice 1540 (Tactus)
- 1997 - Giovanni Pierluigi da Palestrina, Giovanni de Macque. Works for organ (Accent)
- 1998 - Girolamo Frescobaldi, Works for Organ (Accent)
- 1998 - Ricercari. The art of the ricercar in 16th century Italy (Accent)
- 1999 - The Hermans organs in Pistoia and Collescipoli (Accent)
- 2000 - Organi antichi dell'Appenino bolognese (Tactus)
- 2003 - Basilicata. A musical journey in the Provinces of Naples (Accent)
- 2004 - Marco Antonio Cavazzoni, The complete Organ Works (Accent)
- 2005 - Girolamo Frescobaldi, Fantasie (1608) Canzoni (1615) (Accent)
- 2006 - Mozart on Italian organs (Accent)
- 2006 - Organi antichi dell'Appenino modenese (Tactus)
- 2008 - Islas Canarias. Historic organs of the Canary Islands (Accent)
- 2008 - Fiorenzo Maschera, Libro primo de canzoni da sonare (Passacaille)
- 2008 - Puccini, the organist (Passacaille)
- 2010 - Girolamo Frescobaldi, Ricercari (1615) (Passacaille)
- 2011 - Il Ballo di Mantova. Organ music in s. Barbara, Mantua (Accent)
- 2012 - Girolamo Frescobaldi, Capricci (1624) (Passacaille)
- 2012 - Giovanni Gabrieli, Canzoni (Passacaille)
- 2013 - Jan Pieterszoon Sweelinck. The complete Keyboard Works. Muziekgroep Nederland & Radio Nederland Wereldomroep 2002.
- 2013 - La Tarantella nel Salento, played on organs and traditional instruments (Accent)
- 2013 - Verdi, the organist (Passacaille)
- 2014 - Vermeer a Bologna. Museo San Colombano. (Passacaille)
- 2017 - Giacomo Puccini. Organ Works. World Premiere Recording (Passacaille)
- 2020 – Giovanni Gabrieli, Dialoghi Musicale for two organs, with Leo van Doeselaar (Passacaille)

## Publicacions
- Orgellitteratuur bij het Liedboek voor de Kerken, Baarn Bosch & van Keuning, 1983
- Italienische Meister um 1600: 5 Stücke für zwei Orgeln, Doblinger Verlag, 1988
- Musica Nova Ricercari (Venezia 1540), Andromeda editrice, 2001
- Giovanni de Macque Opere per tastiera - Vol. I Capricci-Stravaganze-Canzoni etc., Andromeda editrice, 2002
- Giovanni Pierluigi da Palestrina Ricercari sugli otto toni, Thesaurum absconditum, Andromeda editrice, 2003
- Jacques Buus Intabolatura d'Organo di Ricercari (Venezia 1549), Arnaldo Forni editore, 2004
- Marco Antonio Cavazzoni Recerchari Motetti Canzoni (Venezia 1523), Il Levante Libreria Editrice, 2008

## Premis i reconeixements
- 1979 - Premier Prix d'interprétation (Conservatori d'Orsay, França)
- 1980 - Primer premi de la National Organ Improvisation (Holanda)
- 1981 - Segon Premi d'improvisació (Conservatori d'Orsay, França)
- 1982 - Prix d'excel·lència (Conservatori de Groningen)
- 1991 - Premi Internacional Antonio Vivaldi de la Fundació Cini a Venècia (amb L.F. Tagliavini)
- 1991, 1997 - Choc de la musique
- 2004 - Miglionico (Basilicata), medalla d'or Madonna della Porticella 2003
- 2004, 2006 - Preis der Deutschen Schallplatenkritik
- 2004, 2008, 2010, 2012 Diapasó d'or